# مهمند، پاکستان
مهمند (به انگلیسی: Mohmand Agency) یک منطقهٔ مسکونی در پاکستان است که در اسلام‌آباد واقع شده‌است. مهمند ۲٬۲۹۶ کیلومتر مربع مساحت و ۴۶۶٬۹۸۴ نفر جمعیت دارد.